# Дом-музей А. Ф. Куприяновой
Дом-музей А. Ф. Куприяновой (бел. Дом-музей А. Ф. Купрыянавай) — музей, расположенный в городе Жодино Минской области Белоруссия, в доме, где проживала семья Анастасии Фоминичны Куприяновой — советской матери-патриотки, потерявшей пятерых сыновей в Великой Отечественной войне. Единственный в Белоруссии музей, посвящённый матери.

## История
Дом был построен в 1947 году солдатами воинской части, в которой служил сын Анастасии Фоминичны Куприяновой Герой Советского Союза Петр Куприянов. Анастасия Фоминична жила здесь с 1947 по 1969 годы. Затем дочь Анна забрала её к себе. Через год после смерти Анастасии Фоминичны, в 1980 году, в доме был создан музей, который открыт для посещения. Много сил для создания музея приложили начальник отдела культуры Жодинского горисполкома В. И. Крюкова, первый экскурсовод Дома-музея Т. Г. Демченко, старшая пионервожатая Жодинской средней школы № 1 Т. Я. Славина, художник А. Н. Саболевский.
На открытие Дома-музея 14 июля 1980 года пришли пионеры и школьники школ города, представители предприятий и учреждений, многие, кто знал семью Куприяновых. Торжественный митинг открыл председатель городского совета народных депутатов Б. А. Долгий.

## Экспозиция
Экспозиция музея рассказывает о жизненном пути партизанской семьи Анастасии Фоминичны. Будучи партизаном бригады «Разгром», во время боевого задания сын Михаил был тяжело ранен, попал в плен к фашистам, доставлен в Борисовскую тюрьму, где 5 февраля 1944 года умер от ран. Боец партизанского отряда «Родина» бригады «Разгром» сын Владимир в декабре 1943 года попал в лагерь военнопленных, вернулся домой только в 1947 году, а зимой 1949 погиб от несчастного случая. Степан погиб при освобождении Беларуси. В феврале 1945 года пропал без вести старший сын Николай. Но более подробно о младшем сыне Анастасии Фоминичны — Герое Советского Союза Петре Куприянове, который повторил подвиг Александра Матросова. Собраны материалы, дающие возможность лучше узнать, каким он был человеком, как шёл к своему пути в бессмертие. В 17 лет он стал связным, затем разведчиком партизанской бригады «Разгром». В боевой характеристике написано: «Смелый и решительный в бою, дисциплинированный в поведении, преданный… Родине».
На стендах — листок по учёту партизанских кадров, несколько снимков из жизни партизан, материалы, связанные с нахождениями П. Куприянова в действующей Армии, его комсомольский билет за № 21849457, последнее письмо к матери, датированное 12.10.1944 г. Здесь же фотоснимок мемориального знака, который был установлен на месте подвига ефрейтора Куприянова, земля с места захоронения, документы, свидетельствующие о присвоении ему звания Героя Советского Союза (посмертно). Экспонаты музея рассказывают об Анастасии Фоминичне Куприяновой, её детстве, юности, замужестве, рассказывают о ней как о матери, вырастившей своих сыновей патриотами, которая примером своей жизни и жизни своих сыновей убедительно свидетельствовала, каким должен быть человек на земле.